# Любавін Юрій Михайлович
Юрій Михайлович Люба́він (6 липня 1923, Харків — 29 липня 2000, Харків) — український живописець; член Харківської організації Спілки радянських художників України з 1960 року. Батько графіка Ігоря Любавіна.

## Біографія
Народився 6 липня 1923 року в місті Харкові (нині Україна). 1950 року закінчив навчання в художній студії при Харківській фабриці художніх виробів, де був учнем Сергія Бесєдіна і Леоніда Чернова.
Мешкав у Харкові в будинку на вулиці Тобольській, № 47 а, квавртира № 2 та у будинку на вулиці Отокара Яроша, № 33, квартира № 40. Помер у Харкові 29 липня 2000 року.

## Творчість
Працював в галузі станкового живопису. У соцреалістичному стилі створював натюрморти, пейзажі, портрети, тематичні полотна. Серед робіт:
- «Яхти у морі» (1960-ті);
- «Ранок міста» (1960);
- «Сільський пейзаж» (1960);
- «Вечір» (1961);
- «До музею в Кирилівку» (1964);
- «Весна» (1965);
- «Після роботи» (1967);
- «У дні революції» (1967);
- «Колгоспний сторож» (1968);
- «Механізатори радгоспу „Україна“» (1969);
- «Купальниці» (1970-ті);
- «Коробів хутір» (1977);
- «Слюсар Харківського тракторного заводу Бондаренко» (1973);
- «Вечоріє» (1975);
- «Цвіте бузок» (1990).

Брав участь у республіканських виставках з 1957 року, всесоюзних — з 1961 року.
Роботи художника зберігаються в музеях, галереях і приватних колекціях України та за її межами.

## Відзнаки
- Медаль «За трудову відзнаку» (1976; за внесок в розвиток культури)[2];
- Премія Ленінського комсомолу (за полотна «Весна», «Після роботи», «У дні революції», «Механізатори», «Слюсар Харківського тракторного заводу Бондаренко»)[2].